# UKUS SIGINT
Соглашение о радиотехнической разведывательной деятельности Великобритания — США (англ. UKUSA Signals Intelligence agreement, UKUS SIGINT, UKUSA) — соглашение о сотрудничестве в области радиоэлектронной разведки, возникшее на базе двухстороннего соглашения после окончания Второй мировой войны и ныне включающее в себя, помимо Великобритании и США, также Австралию, Канаду и Новую Зеландию. В работе альянса также участвуют Германия, Япония, Республика Корея, Турция и Норвегия, а в последние годы и страны-участники НАТО.
Одним из наиболее известных проектов, осуществляемых под эгидой UKUSA, является создание и эксплуатация глобального комплекса радиоэлектронной разведки ECHELON.
В деятельности альянса участвуют следующие спецслужбы:
- США — Агентство национальной безопасности (NSA),
- Великобритания — Центр правительственной связи (GCHQ),
- Австралия — Управление  радиотехнической  обороны (DSD),
- Новая Зеландия — Служба безопасности правительственных коммуникаций (GCSB),
- Канада — Центр безопасности коммуникаций (CSEC).

Каждый из участников UKUSA несёт ответственность за сбор и анализ информации в различных регионах мира. Так, зоной ответственности Австралии является регион Индокитая, Индонезия, южные и центральные регионы Китая, зона работы Канады — Южная и Центральная Америка и северное побережье России, Новая Зеландия несёт ответственность за Западную и Южную части Тихоокеанского региона, Великобритания — за страны Европы (включая европейскую часть России) и страны Африки, США — за страны Латинской Америки, азиатскую часть России и север Китая.